# Джон Темплтон
Сер Джон Маркс Темплтон (англ. John Marks Templeton; 29 листопада 1912  — 8 липня 2008) — американський підприємець і філантроп, котрий більшу частину своїх статків пожертвував на потреби науки і релігії.

## Біографія
Джон вивчав економіку в Єльському університеті. У 1934 році став найкращим випускником курсу. Вивчав також право в Оксфордському університеті, де вперше зустрів Мікеланджело Антоніоні, з яким його в подальшому зв'язала багаторічна дружба.
У 1937 році одружився з Юдіт Фолк. У них було троє дітей: Джон Темплтон-молодший, Енн і Крістофер. Юдіт Фолк-Темплтон померла у 1951 році. У 1958 році одружився з Айрін Бейнолдс Батлер (померла в 1993 році).
Протягом всього життя Темплтон був членом пресвітеріанської церкви і протягом 42 років був опікуном Принстонського теологічного семінару; крім того, 12 років був його головою.
Темплтон став мільярдером, першим використавши диверсифіковані міжнародні взаємні фонди. Його компанія Templeton Growth, Ltd. (інвестиційний фонд), заснована в 1954 році, була однією з перших, що зробили інвестиції в економіку Японії в середині 1960-х років. Він купував по сотні акцій кожної компанії за ціною менше долара США за акцію в 1939 році, і одержав прибуток, продаючи їх протягом 4 років. У 2006 році Джон Темплтон знаходився на 129 місці в списку багатих людей, складеному англійською газетою The Sunday Times. Він відкинув технічний аналіз стану ринку акцій, використовуючи замість нього фундаментальний аналіз.
У 1968 році Темплтон відмовився від громадянства США через високі податки, отримав подвійне громадянство — Великої Британії та Багамських островів, жив у Нассау на Багамських островах, де і помер від пневмонії у віці 95 років.
У 1996 році Темплтона внесли у Зал слави американського бізнесу.

## Благодійність
В благочинних цілях Темплтон заснував Фонд Джона Темплтона, Темплтонівську премію, Темплтонівську бібліотеку в місті Сьюані (англ. Sewanee) у своєму рідному штаті Теннесі.
У 1984 році він пожертвував значну суму Оксфордському центру вивчення менеджменту (англ. Oxford Centre for Management Studies) для перетворення його в коледж (нині Темплтон-коледж (англ. Templeton College) Оксфордського університету) з акцентом на вивченні бізнесу та менеджменту (був об'єднаний з бізнес-школою Саіда (англ. Said Business School)) того ж університету. У 2007 році Темплтон-коледж продав свою освітню програму бізнес-школі Саіда.
За благочинну діяльність у 1987 році Джон Темплтон одержав від королеви Єлизавети II титул лицаря.
У 2007 році журнал «Тайм» назвав Джона Темплтона одним зі ста найвпливовіших людей — завдяки його фонду.